# Europese kampioenschappen atletiek 1958
De zesde Europese kampioenschappen atletiek werden van 19 tot 24 augustus 1958 gehouden in het Olympisch Stadion van Stockholm. In totaal waren er 36 titels te vergeven, waarvan 24 voor mannen en 12 voor vrouwen. De 400 m voor vrouwen was een nieuw onderdeel, en de 10 km snelwandelen voor mannen werd op dit evenement vervangen door de 20 km.
Bij deze editie werden geen wereldrecords verbeterd, wel werden er twee Europese records gevestigd: De Duitser Martin Lauer evenaarde het record van de 110 m horden (13,7 s) en Dana Zátopková, die haar titel in het speerwerpen verlengde, verbeterde het Europese record met een worp van 56,02 m.
De Sovjet-Unie was opnieuw het meest succesvolle land met elf titels, gevolgd door Polen met acht en Groot-Brittannië met zeven. De atleten uit Oost- en West-Duitsland vormden een gezamenlijk Duits team, dat zesmaal goud veroverde. Nederland noch België won een medaille.

## Uitslagen

### 100 m
| Rang | Land | Atleet           | Tijd      |
| ---- | ---- | ---------------- | --------- |
| 1    | FRG  | Armin Hary       | 10,3 (CR) |
| 2    | FRG  | Manfred Germar   | 10,4      |
| 3    | GBR  | Peter Radford    | 10,4      |
| 4    | FRA  | Jocelyn Delecour | 10,5      |
| 5    | URS  | Yuriy Konovalov  | 10,7      |
| 6    | POL  | Marian Foik      | 10,9      |

| Rang | Land | Atleet             | Tijd |
| ---- | ---- | ------------------ | ---- |
| 1    | GBR  | Heather Young      | 11,7 |
| 2    | URS  | Vera Krepkina      | 11,7 |
| 3    | GDR  | Christa Stubnick   | 11,8 |
| 4    | GBR  | Madeleine Weston   | 11,8 |
| 5    | ITA  | Giuseppine Leone   | 11,8 |
| 6    | URS  | Valentina Bolshova | 11,9 |

### 200 m
| Rang | Land | Atleet            | Tijd |
| ---- | ---- | ----------------- | ---- |
| 1    | FRG  | Manfred Germar    | 21,0 |
| 2    | GBR  | David Segal       | 21,3 |
| 3    | FRA  | Jocelyn Delecour  | 21,3 |
| 4    | TCH  | Vilem Mandlik     | 21,3 |
| 5    | GBR  | Robbie Brightwell | 21,9 |
| 6    | URS  | Yuriy Konovalov   | 22,0 |

| Rang | Land | Atleet           | Tijd |
| ---- | ---- | ---------------- | ---- |
| 1    | POL  | Barbara Sobotta  | 24,1 |
| 2    | GDR  | Hannelore Raepke | 24,3 |
| 3    | URS  | Mariya Itkina    | 24,3 |
| 4    | URS  | Vera Zabelina    | 24,6 |
| 5    | GDR  | Christa Stubnick | 25,7 |
| -    | GBR  | June Paul        | DNF  |

### 400 m
| Rang | Land | Atleet              | Tijd           |
| ---- | ---- | ------------------- | -------------- |
| 1    | GBR  | John Wrighton       | 46,3 (CR) (NR) |
| 2    | GBR  | John Salisbury      | 46,5           |
| 3    | FRG  | Karl-Friedrich Haas | 47,0           |
| 4    | FRG  | Carl Kaufmann       | 47,0           |
| 5    | SWE  | Alf Petersson       | 47,5           |
| 6    | POL  | Stanislaw Swatowski | 47,8           |

| Rang | Land | Atleet             | Tijd      |
| ---- | ---- | ------------------ | --------- |
| 1    | URS  | Mariya Itkina      | 53,7 (CR) |
| 2    | URS  | Yekaterina Parlyuk | 54,8      |
| 3    | GBR  | Molly Hiscox       | 55,7      |
| 4    | GBR  | Shirley Pirie      | 55,7      |
| 5    | URS  | Vera Mukhanova     | 56,3      |
| 6    | HUN  | Ida Németh         | 56,3      |

### 800 m
| Rang | Land | Atleet             | Tijd   |
| ---- | ---- | ------------------ | ------ |
| 1    | GBR  | Michael Rawson     | 1.47,8 |
| 2    | NOR  | Audun Boysen       | 1.47,9 |
| 3    | FRG  | Paul Schmidt       | 1.47,9 |
| 4    | POL  | Zbigniew Makomaski | 1.48,0 |
| 5    | HUN  | Lajos Szentgali    | 1.48,3 |
| 6    | FRG  | Herbert Missalla   | 1.48,5 |
| 7    | GBR  | Derek Johnson      | 1.49,2 |
| 8    | SUI  | Christian Wägli    | 1.52,0 |

| Rang | Land | Atleet                 | Tijd        |
| ---- | ---- | ---------------------- | ----------- |
| 1    | URS  | Yelizaveta Yermolayeva | 2.06,3 (CR) |
| 2    | GBR  | Diane Leather          | 2.06,6      |
| 3    | URS  | Dzidra Levicka         | 2.06,6      |
| 4    | FRG  | Ariane Döser           | 2.08,2      |
| 5    | URS  | Vera Mukhanova         | 2.08,4      |
| 6    | FRG  | Edith Schiller         | 2.10,2      |
| 7    | POL  | Beata Zbikowska        | 2.11,0      |
| 8    | GBR  | Betty Loakes           | 2.11,4      |

### 1500 m
| Rang | Land | Atleet              | Tijd   |
| ---- | ---- | ------------------- | ------ |
| 1    | GBR  | Brian Hewson        | 3.41,9 |
| 2    | SWE  | Dan Waern           | 3.42,1 |
| 3    | IRL  | Ron Delany          | 3.42,3 |
| 4    | HUN  | István Rózsavölgyi  | 3.42,7 |
| 5    | FIN  | Olavi Vuorisalo     | 3.42,8 |
| 6    | GDR  | Siegfried Hermmann  | 3.43,4 |
| 7    | POL  | Zbigniew Orywal     | 3.43,7 |
| 8    | TCH  | Stanislav Jungwirth | 3.44,4 |

### 5000 m
| Rang | Land | Atleet                | Tijd         |
| ---- | ---- | --------------------- | ------------ |
| 1    | POL  | Zdzisław Krzyszkowiak | 13.53,4 (cR) |
| 2    | POL  | Kazimierz Zimny       | 13.55,2      |
| 3    | GBR  | Gordon Pirie          | 14.01,6      |
| 4    | GBR  | Peter Clark           | 14.03,8      |
| 5    | URS  | Aleksandr Artynyuk    | 14.05,6      |
| 6    | HUN  | Sándor Iharos         | 14.07,2      |
| 7    | TCH  | Miroslav Jurek        | 14.12,2      |
| 8    | GDR  | Friedrich Janke       | 14.17,0      |

### 10.000 m
| Rang | Land | Atleet                | Tijd              |
| ---- | ---- | --------------------- | ----------------- |
| 1    | POL  | Zdzisław Krzyszkowiak | 28,56,0 (CR) (NR) |
| 2    | URS  | Yevgeniy Zhukov       | 28.58,6           |
| 3    | URS  | Nikolay Pudov         | 29.02,2           |
| 4    | GBR  | Stanely Eldon         | 29.02,8 (NR)      |
| 5    | POL  | Stanislaw Ozog        | 29.03,2           |
| 6    | GBR  | John Merriman         | 29.03,8           |
| 7    | FRA  | Alain Mimoun          | 29.30,6           |
| 8    | ESP  | Antonio Amorós        | 29.31,4 (NR)      |

### 110 m horden/80 m horden
| Rang | Land | Atleet             | Tijd      |
| ---- | ---- | ------------------ | --------- |
| 1    | FRG  | Martin Lauer       | 13,7 (ER) |
| 2    | YUG  | Stanko Lorger      | 14,1      |
| 3    | URS  | Anatoliy Mikhailov | 14,4      |
| 4    | GBR  | Peter Hildreth     | 14,4      |
| 5    | ITA  | Giorgio Mazza      | 14,6      |
| 6    | SWE  | Kenneth Johanson   | 14,7      |

| Rang | Land | Atleet            | Tijd |
| ---- | ---- | ----------------- | ---- |
| 1    | URS  | Galina Bystrova   | 10,9 |
| 2    | FRG  | Zenta Kopp        | 10,9 |
| 3    | GDR  | Gisela Birkemeyer | 11,0 |
| 4    | GBR  | Carole Quinton    | 11,0 |
| 5    | URS  | Nelli Yeliseyeva  | 11,2 |
| 6    | NED  | Wil Bakker        | 11,5 |

### 400 m horden
| Rang | Land | Atleet             | Tijd      |
| ---- | ---- | ------------------ | --------- |
| 1    | URS  | Yuriy Lituyev      | 51,1      |
| 2    | SWE  | Per-Ove Trollsås   | 51,6      |
| 3    | SUI  | Bruno Galliker     | 51,8 (NR) |
| 4    | GBR  | Thomas Farrell     | 52,0      |
| 5    | URS  | Anatoliy Yulin     | 52,3      |
| 6    | GBR  | Christopher Goudge | 53,6      |

### 3000 m steeplechase
| Rang | Land | Atleet                | Tijd        |
| ---- | ---- | --------------------- | ----------- |
| 1    | POL  | Jerzy Chromik         | 8.38,2 (CR) |
| 2    | URS  | Semyon Rzhishchin     | 8.38,8      |
| 3    | FRG  | Hans Huneke           | 8.43,6      |
| 4    | URS  | Sergey Ponomaryev     | 8.44,0      |
| 5    | TCH  | Vlastimil Brlica      | 8.46,6      |
| 6    | HUN  | Gyula Varga           | 8.48,4      |
| 7    | SWE  | Lars Helander         | 8.50,2      |
| 8    | GRE  | Georgios Papavasiliou | 8.51,2 (NR) |

### 4 x 100 m estafette
| Rang | Land | Atleet                                                           | Tijd           |
| ---- | ---- | ---------------------------------------------------------------- | -------------- |
| 1    | FRG  | Walter Mahlendorf Armin Hary Heinz Fütterer Manfred Germar       | 40,2 (CR)      |
| 2    | GBR  | Peter Radford Roy Sandstrom David Segal Adrian Breacker          | 40,2 (CR) (NR) |
| 3    | URS  | Boris Tokarew Edvin Ozolin Yuriy Konovalov Leonid Bartenew       | 40,4           |
| 4    | TCH  | Vaclav Janecek Frantisek Mikluscak Vilem Mandlik Vaclav Kynos    | 40,7           |
| 5    | FRA  | Bernard Cahen Joel Caprice Constantin Lissenko Jocelyn Delecour  | 41,0           |
| -    | ITA  | Piergiorgio Cazzola Sergio D'Asnasch Livio Berruti Giorgio Mazza | DSQ            |

| Rang | Land | Atleet                                                              | Tijd      |
| ---- | ---- | ------------------------------------------------------------------- | --------- |
| 1    | URS  | Vera Krepkina Linda Kepp Nonna Polyakova Valentina Maslovskaya      | 45,3 (CR) |
| 2    | GBR  | Madeleine Weston Dorothy Hyman Claire Dew Carole Quinton            | 46,0      |
| 3    | POL  | Maria Chojnacka Barbara Janiszewska Celina Jesionowska Maria Bibro  | 46,0      |
| 4    | NED  | Hannie Bloemhof Ine Spijk Ria van Kuik Joke Bijleveld               | 46,2      |
| 5    | ITA  | Sandra Valenti Letizia Bertoni Maria Musso Giuseppina Leone         | 46,3      |
| 6    | GDR  | Brigitte Weinmeister Hannelore Sadau Gisela Birkemeyer Bärbel Mayer | 46,4      |

### 4 x 400 m estafette
| Rang | Land | Atleet                                                                      | Tijd        |
| ---- | ---- | --------------------------------------------------------------------------- | ----------- |
| 1    | GBR  | Ted Sampson John MacIsaac John Wrighton John Salisbury                      | 3.07,9 (CR) |
| 2    | FRG  | Carl Kaufmann Manfred Poerschke Johannes Kaiser Karl-Friedrich Haas         | 3.08,2      |
| 3    | SWE  | Nils Holmberg Hans Lindgren Lennart Jonsson Alf Petersson                   | 3.10,7 (NR) |
| 4    | ITA  | Nereo Fossati Mario Fraschini Giovanni Scavo Renato Panciera                | 3.11,1      |
| 5    | URS  | Konstantin Grachov Abram Krivosheyev Mikhail Nikolskiy Valentin Rakhmanov   | 3.11,4      |
| 6    | POL  | Stanislaw Swatoswski Jacek Jakubowski Tadeusz Kazmierski Zbigniew Makomaski | 3.13,8      |

### Hoogspringen
| Rang | Land | Atleet          | Hoogte         |
| ---- | ---- | --------------- | -------------- |
| 1    | SWE  | Rickard Dahl    | 2,12 (CR) (NR) |
| 2    | TCH  | Jiří Lanský     | 2,10 (NR)      |
| 3    | SWE  | Stig Pettersson | 2,10           |
| 4    | URS  | Igor Kashkarov  | 2,06           |
| 5    | FRG  | Theo Püll       | 2,06 (NR)      |
| 6    | URS  | Yuriy Stepanov  | 2,06           |
| 7    | TCH  | Petr Elbogen    | 2,02           |
| 8    | FIN  | Eero Salminen   | 1,99           |

| Rang | Land | Atleet             | Hoogte    |
| ---- | ---- | ------------------ | --------- |
| 1    | ROM  | Iolanda Balaș      | 1,77 (CR) |
| 2    | URS  | Taysiya Chenchik   | 1,70      |
| 3    | GBR  | Dorothy Shirley    | 1,67      |
| 4    | FRG  | Inge Kilian        | 1,67      |
| 5    | URS  | Galina Dolya       | 1,64      |
| 6    | SWE  | Maj-Lena Lundström | 1,61      |
| 7    | AUT  | Reinelde Knapp     | 1,61      |
| 8    | YUG  | Olga Pulic         | 1,61      |

### Polsstokhoogspringen
| Rang | Land | Atleet            | Hoogte    |
| ---- | ---- | ----------------- | --------- |
| 1    | FIN  | Eeles Landström   | 4,50 (CR) |
| 2    | FRG  | Manfred Preußger  | 4,50 (CR) |
| 3    | URS  | Vladimir Bulatov  | 4,50 (CR) |
| 4    | SWE  | Lennart Lind      | 4,40      |
| 5    | POL  | Zenon Wazny       | 4,30      |
| 6    | URS  | Vitaliy Chernobay | 4,30      |
| 7    | YUG  | Leon Lukman       | 4,30      |
| 8    | GDR  | Peter Laufer      | 4,30      |

### Verspringen
| Rang | Land | Atleet                 | Afstand        |
| ---- | ---- | ---------------------- | -------------- |
| 1    | URS  | Igor Ter-Ovanesjan     | 7,81 (CR) (NR) |
| 2    | POL  | Kazimierz Kropidlowski | 7,67           |
| 3    | POL  | Henryk Grabowski       | 7,51           |
| 4    | ITA  | Attilio Bravi          | 7,51           |
| 5    | FRA  | Ali Brakchi            | 7,50           |
| 6    | FIN  | Jorma Valkama          | 7,45           |
| 7    | FRG  | Peter Scharp           | 7,32           |
| 8    | URS  | Oleg Fedoseyev         | 7,29           |

| Rang | Land | Atleet             | Afstand   |
| ---- | ---- | ------------------ | --------- |
| 1    | FRG  | Liesel Jakobi      | 6,14 (CR) |
| 2    | URS  | Valentina Lituyeva | 6,00      |
| 3    | URS  | Nina Protsenko     | 5,99      |
| 4    | URS  | Aida Chuyko        | 5,99      |
| 5    | POL  | Maria Ciastowska   | 5,97      |
| 6    | POL  | Maria Piatkowska   | 5,97      |
| 7    | FRG  | Helga Hoffmann     | 5,85      |
| 8    | SWE  | Inga Broberg       | 5,85      |

### Hink-stap-springen
| Rang | Land | Atleet               | Afstand         |
| ---- | ---- | -------------------- | --------------- |
| 1    | POL  | Józef Szmidt         | 16,43 (CR) (NR) |
| 2    | URS  | Oleg Ryakhovskiy     | 16,02           |
| 3    | ISL  | Vilhjálmur Einarsson | 16,00           |
| 4    | POL  | Ryszard Malcherczyk  | 15,83           |
| 5    | FRA  | Eric Battista        | 15,48           |
| 6    | FIN  | Kari Rahkamo         | 15,18           |
| 7    | FRG  | Hermann Strauss      | 15,11           |
| 8    | FIN  | Hannu Rantala        | 15,09           |

### Kogelstoten
| Rang | Land | Atleet              | Afstand         |
| ---- | ---- | ------------------- | --------------- |
| 1    | GBR  | Arthur Rowe         | 17,78 (CR) (NR) |
| 2    | URS  | Viktor Lipsnis      | 17,47           |
| 3    | TCH  | Jiri Skobla         | 17,12           |
| 4    | GER  | Hermann Lingnau     | 17,07           |
| 5    | ITA  | Silvano Meconi      | 16,98           |
| 6    | URS  | Vladimir Loshchilov | 16,96           |
| 7    | HUN  | Vilmos Varjú        | 16,77           |
| 8    | POL  | Alfred Sosgornik    | 16,65           |

| Rang | Land | Atleet             | Afstand    |
| ---- | ---- | ------------------ | ---------- |
| 1    | FRG  | Marianne Werner    | 15,74 (CR) |
| 2    | URS  | Tamara Tysjkevitsj | 15,54      |
| 3    | URS  | Tamara Press       | 15,53      |
| 4    | GDR  | Johanna Lüttge     | 15,19      |
| 5    | GBR  | Suzanne Allday     | 14,66      |
| 6    | ROM  | Ana Salagean       | 14,55      |
| 7    | FRG  | Lore Klute         | 14,48      |
| 8    | YUG  | Milena Usenik      | 14,20      |

### Discuswerpen
| Rang | Land | Atleet             | Afstand    |
| ---- | ---- | ------------------ | ---------- |
| 1    | POL  | Edmund Piatkowski  | 53,92 (CR) |
| 2    | BUL  | Todor Artarski     | 53,82      |
| 3    | URS  | Vladimir Trusenyev | 53,74      |
| 4    | URS  | Kim Bukhantsev     | 53,44      |
| 5    | HUN  | Ferenc Klics       | 53,08      |
| 6    | ITA  | Adolfo Consolini   | 53,05      |
| 7    | FIN  | Carol Lindroos     | 51,95      |
| 8    | HUN  | József Szécsényi   | 51,43      |

| Rang | Land | Atleet            | Afstand    |
| ---- | ---- | ----------------- | ---------- |
| 1    | URS  | Tamara Press      | 52,32 (CR) |
| 2    | TCH  | Stepánka Mertová  | 52,19      |
| 3    | FRG  | Kriemhild Limberg | 50,99      |
| 4    | URS  | Irina Beglyakova  | 50,87      |
| 5    | GDR  | Irene Schuch      | 49,94      |
| 6    | GDR  | Doris Müller      | 49,32      |
| 7    | POL  | Helena Dmowska    | 47,81      |
| 8    | URS  | Antonina Popova   | 46,60      |

### Kogelslingeren
| Rang | Land | Atleet             | Afstand         |
| ---- | ---- | ------------------ | --------------- |
| 1    | POL  | Tadeusz Rut        | 64,78 (CR) (NR) |
| 2    | URS  | Mikhail Krivonosov | 63,78           |
| 3    | HUN  | Gyula Zsivótzky    | 63,68 (NR)      |
| 4    | POL  | Olgierd Cieply     | 63,37           |
| 5    | YUG  | Zvonko Bezjak      | 62,39           |
| 6    | SWE  | Birger Asplund     | 62,18 (NR)      |
| 7    | IRL  | John Lawlor        | 61,49           |
| 8    | HUN  | József Csermák     | 61,00           |

### Speerwerpen
| Rang | Land | Atleet             | Afstand    |
| ---- | ---- | ------------------ | ---------- |
| 1    | POL  | Janusz Sidlo       | 80,18 (CR) |
| 2    | NOR  | Egil Danielsen     | 78,27      |
| 3    | HUN  | Gergely Kulcsár    | 75,26      |
| 4    | FRA  | Michel Macquet     | 75,18      |
| 5    | FIN  | Väinö Kuisma       | 74,90      |
| 6    | URS  | Vladimir Kuznetsov | 73,89      |
| 7    | FRG  | Hans Schenk        | 73,43      |
| 8    | ITA  | Giovanni Lievore   | 73,38      |

| Rang | Land | Atleet             | Afstand    |
| ---- | ---- | ------------------ | ---------- |
| 1    | TCH  | Dana Zátopková     | 56,02 (ER) |
| 2    | URS  | Birute Zalogaitite | 51,30      |
| 3    | FRG  | Jutta Neumann      | 50,50      |
| 4    | URS  | Eleonora Bogun     | 49,88      |
| 5    | POL  | Maria Grabowska    | 49,77      |
| 6    | POL  | Urszula Figwer     | 49,48      |
| 7    | ROM  | Maria Diaconescu   | 49,03      |
| 8    | FRG  | Almut Brommel      | 48,85      |

### Tienkamp/Vijfkamp
| Rang | Land | Atleet              | Punten    |
| ---- | ---- | ------------------- | --------- |
| 1    | URS  | Vasiliy Kuznetsov   | 7865 (CR) |
| 2    | URS  | Uno Palu            | 7329      |
| 3    | GDR  | Walter Meier        | 7249      |
| 4    | FIN  | Markus Kahma        | 7137 (NR) |
| 5    | SUI  | Walter Tschudi      | 6858      |
| 6    | NED  | Eef Kamerbeek       | 6784 (NR) |
| 7    | FRG  | Hans-Dieter Möhring | 6774      |
| 8    | TCH  | Vaclav Becvarovsky  | 6644 (NR) |

| Rang | Land | Atleet            | Punten |
| ---- | ---- | ----------------- | ------ |
| 1    | URS  | Galina Bystrova   | 4733   |
| 2    | URS  | Nina Vinogradova  | 4627   |
| 3    | FRG  | Edeltraud Eiberle | 4545   |
| 4    | NED  | Dini Hobers       | 4494   |
| 5    | TCH  | Olga Modrachová   | 4484   |
| 6    | POL  | Maria Bibro       | 4477   |
| 7    | GBR  | Mary Bignal       | 4466   |
| 8    | URS  | Lidiya Shmakova   | 4448   |

### Marathon
| Rang | Land | Atleet          | Tijd           |
| ---- | ---- | --------------- | -------------- |
| 1    | URS  | Sergej Popov    | 2:15.17,0 (CR) |
| 2    | URS  | Ivan Filin      | 2:20.50,6      |
| 3    | GBR  | Fred Norris     | 2:21.15,0      |
| 4    | GBR  | Peter Wilkinson | 2:21.40,0      |
| 5    | GDR  | Lothar Beckert  | 2:22.11,2      |
| 6    | FIN  | Veikko Karvonen | 2:22.45,8      |
| 7    | SWE  | Arnold Vaide    | 2:25.54,2      |
| 8    | ITA  | Edoardo Righi   | 2:26.52,0      |

### 20 km snelwandelen
| Rang | Land | Atleet              | Tijd           |
| ---- | ---- | ------------------- | -------------- |
| 1    | GBR  | Stanley Vickers     | 1:33.09,0 (CR) |
| 2    | URS  | Leonid Spirin       | 1:35.04,2      |
| 3    | SWE  | Lennart Back        | 1:35.22,2      |
| 4    | SWE  | Lennart Carlsson    | 1:35.38,4      |
| 5    | SUI  | Louis Marquis       | 1:35.59,4      |
| 6    | ITA  | Pino Dordoni        | 1:36.16,2      |
| 7    | GDR  | Siegfried Lefanczik | 1:39.18,6      |
| 8    | SUI  | Gabriel Reymond     | 1:39.18,6      |

### 50 km snelwandelen
| Rang | Land | Atleet             | Tijd           |
| ---- | ---- | ------------------ | -------------- |
| 1    | URS  | Jevgeni Maskinskov | 4:17.15,4 (CR) |
| 2    | ITA  | Abdon Pamich       | 4:18.00,0      |
| 3    | GDR  | Max Weber          | 4:19.58,6      |
| 4    | GBR  | Thomas Misson      | 4:20.31,8      |
| 5    | GBR  | Donald Thompson    | 4:25.09,0      |
| 6    | URS  | Mikhail Korshunov  | 4:26.02,0      |
| 7    | TCH  | Ladislav Moc       | 4:27.16,6      |
| 8    | SUI  | Louis Marquis      | 4:33.11,0      |

## Legenda
- ER = Europees record
- CR = Kampioenschapsrecord (Championship Record)
- NR = Nationaal record (National Record)
- WR = Wereldrecord (World Record)
- DNF = wedstrijd niet beëindigd (did not finish)
- DSQ = diskwalificatie

## Medaillespiegel
| Plaats | Land                | Goud | Zilver | Brons | Totaal |
| 1      | Sovjet-Unie         | 11   | 15     | 9     | 35     |
| 2      | Polen               | 8    | 2      | 2     | 12     |
| 3      | Verenigd Koninkrijk | 7    | 5      | 5     | 17     |
| 4      | West-Duitsland      | 6    | 3      | 6     | 15     |
| 5      | Zweden              | 1    | 2      | 3     | 6      |
| 6      | Tsjecho-Slowakije   | 1    | 2      | 1     | 4      |
| 7=     | Finland             | 1    | 0      | 0     | 1      |
| 7=     | Roemenië            | 1    | 0      | 0     | 1      |
| 9      | DDR                 | 0    | 2      | 4     | 6      |
| 10     | Noorwegen           | 0    | 2      | 0     | 2      |
| 11=    | Bulgarije           | 0    | 1      | 0     | 1      |
| 11=    | Joegoslavië         | 0    | 1      | 0     | 1      |
| 11=    | Italië              | 0    | 1      | 0     | 1      |
| 14     | Hongarije           | 0    | 0      | 2     | 2      |
| 15=    | Frankrijk           | 0    | 0      | 1     | 1      |
| 15=    | IJsland             | 0    | 0      | 1     | 1      |
| 15=    | Zwitserland         | 0    | 0      | 1     | 1      |
| 15=    | Ierland             | 0    | 0      | 1     | 1      |

## Belgische prestaties
| Atleet                      | Onderdeel            | Prestatie | Resultaat                             |
| --------------------------- | -------------------- | --------- | ------------------------------------- |
| Jacques Vercruysse          | 100 meter            | 10,9 s    | uitgeschakeld in de eerste ronde      |
| Jacques Vercruysse          | 200 meter            | 22,0 s    | uitgeschakeld in de eerste ronde      |
| Louis De Clerck             | 400 meter            | 48,9 s    | uitgeschakeld in de eerste ronde      |
| Alfred Langenus             | 1500 meter           | 3.52,5    | uitgeschakeld in reeksen              |
| Roger Verheuen              | 1500 meter           | 3.43,0    | uitgeschakeld in reeksen              |
| Eugene Allonsius            | 5000 meter           | 14.24,2   | uitgeschakeld in reeksen              |
| Marcel Vandewattyne         | 5000 meter           | 14.18,2   | uitgeschakeld in reeksen              |
| Marcel Vandewattyne         | 10.000 meter         | 30.45,4   | 19e in de rechtstreekse finale        |
| Aureel Vandendriessche      | marathon             | 2:30.26,0 | 11e                                   |
| Hedwig Leenaert             | 3000 meter steeple   | 9.09,6    | uitgeschakeld in reeksen              |
| Georges Salmon              | 110 meter horden     | 15,6 s    | uitgeschakeld in de eerste ronde      |
| Georges Salmon              | verspringen          | 7,07 m    | uitgeschakeld in de kwalificatieronde |
| Raymond Van Dijck           | polsstokhoogspringen | 3,80 m    | uitgeschakeld in de kwalificatieronde |
| Paul Coppejans              | polsstokhoogspringen | 4,00 m    | 21e in de finale                      |
| Guy Van Zeune               | speerwerpen          | 59,43 m   | uitgeschakeld in de kwalificatieronde |
| Maria Kessels-Brouckmeersch | 800 meter            | 2.38,5    | uitgeschakeld in de reeksen           |
| Simone Saenen               | kogelstoten          | 12,05 m   | 10e in de rechtstreekse finale        |
| Simone Saenen               | discuswerpen         | 39,82 m   | 14e in finale                         |

## Nederlandse prestaties
| Atleet                                                   | Onderdeel             | Prestatie   | Resultaat                                                  |
| -------------------------------------------------------- | --------------------- | ----------- | ---------------------------------------------------------- |
| Hendrik Haus                                             | 800 meter             | 1.59,0      | halve finale                                               |
| Henk Heida                                               | 800 meter             | 1.52,3      | uitgeschakeld in de eerste ronde                           |
| Mijndert Blankenstein                                    | 1500 meter            | 3.50,2      | uitgeschakeld in reeksen                                   |
| Hein Cuje                                                | 5000 meter            | 14.12,8     | uitgeschakeld in reeksen                                   |
| idem                                                     | 10.000 meter          | 30.09,0     | 17e in de rechtstreekse finale                             |
| Joep Delnoye                                             | 5000 meter            | 14.18,4     | uitgeschakeld in reeksen                                   |
| Piet Bleeker                                             | marathon              | 2:38.45,6   | 21e                                                        |
| Eef Kamerbeek                                            | 110 meter horden      | 15,1        | 6e in halve finale                                         |
| Peter Nederhand                                          | 110 meter horden      | 14,9        | uitgeschakeld in de eerste ronde                           |
| Albert Hofstede                                          | verspringen           | 7.02        | uitgeschakeld in de kwalificatieronde                      |
| idem                                                     | hink-stap-springen    | 14.49       | 15e in finale                                              |
| Cees Koch                                                | discuswerpen          | 50,97       | 10e in finale                                              |
| Eef Kamerbeek                                            | tienkamp              | 6784        | nationaal record; 6e in finale                             |
| Herman Timme                                             | tienkamp              | opgave      | DNF in 110 meter horden                                    |
| Hannie Bloemhof                                          | 100 meter             | 12,2        | 3e in halve finale                                         |
| idem                                                     | 200 meter             | 24,7        | 3e in halve finale                                         |
| Joke Bijleveld                                           | 100 meter             | 12,3        | 6e in halve finale                                         |
| Ine Spijk                                                | 100 meter             | 12,5        | uitgeschakeld in de eerste ronde                           |
| Ria van Kuik                                             | 200 meter             | 25,1        | 5e in halve finale                                         |
| Nannie Haase                                             | 200 meter             | 24,9        | 5e in halve finale                                         |
| Wil Bakker                                               | 80 m horden           | 11,5        | 6e in finale                                               |
| Dini Hobers                                              | vijfkamp              | 4494 punten | 4e                                                         |
| Corrie van den Bosch                                     | vijfkamp              | 4281 punten | 11e                                                        |
| Hannie Bloemhof, Ine Spijk, Ria van Kuik, Joke Bijleveld | 4x100 meter aflossing | 46,2        | 4e in finale (46,1 in de reeksen was een nationaal record) |